# Платсберг (Нью-Йорк)
Пла́тсберг (англ. Plattsburgh) — город в округе Клинтон в штате Нью-Йорк, США на западном берегу пограничного с Канадой протяжённого озера Шамплейн. На 2010 год его население составило 19 989 человек.

## Географическое положение
По данным Бюро переписи населения США площадь города составляет 17,0 км², из которых 13,1 км² занимает суша, а 4,0 км² — вода (23,4 %). Платсберг расположен к югу от ближайшего крупного мегаполиса — канадского Монреаля через границу между Канадой и США — в 90 км, от самой границы — в 35 км (для граждан США и Канады пересечение границы безвизовое, причём контролируется только въезд в страну, выезд — без контроля и без остановки транспорта).
Расстояние от Платсберга до расположенных к югу от него главных городов штата равно: 230 км — до Олбани (столицы штата NY) и 450 км — до города Нью-Йорк (по прямой). От Монреаля до Нью-Йорка проложена скоростная дорога, которая в США имеет № 87 (Interstate Highway I-87). Эта магистраль проходит по окраинам Платсберга и Олбани. В пределах городской черты вдоль озера Шамплейн расположен ряд пляжей, куда летом часто приезжают туристы из Канады, в первую очередь из Монреаля и всей франкоговорящей провинции Квебек. Поэтому вывески и объявления в городе часто написаны на 2-х языках.

## История
Платсберг основал в 1785 году Софония Платт, американский юрист, живший в 1735—1807 годах. Поселение, а затем город получили наименование в честь своего основателя.
В 1812 году возле города состоялась битва у Платсберга между сухопутными и военно-морскими силами англичан и американцев, которые сравнительно недавно (в 1783 году) добились победы в войне за независимость США от Великобритании. Битва произошла в рамках англо-американской войны 1812—1815 годов. Англичан на новую войну с США вдохновила победа над Наполеоном. В битве 11 сентября 1812 года флотилия США на озере Шамплейн одержала победу над флотилией англичан. Это поражение британцев лишило сухопутные войска поддержки со стороны озёрных водных путей, ведущих к Нью-Йорку. Битва у Платсберга была одной из битв, предшествовавших подписанию в Бельгии 24 декабря 1814 году Гентского соглашения (Treaty of Ghent) между Великобританией и США, положившему конец войне 1812 года. В городе Платсберге есть посвящённый этим событиям Музей войны 1812 года.
В Платсберге находится авиабаза Plattsburgh Air Force Base, открытая в 1954 году. Авиабаза была действующей в течение всего периода «холодной войны» между США и СССР. С 1955 году на ней базировались стратегические бомбардировщики, в частности B-47, а затем B-52 и FB-111A, а также самолёты-заправщики KC-97. Находящиеся до сих пор на вооружении B-52 были в состоянии доставить сверхмощные термоядерные авиабомбы до любой точки СССР. В период холодной войны они вылетали на боевое патрулирование с полной загрузкой всего вооружения. 21 января 1968 года один из базировавшихся здесь B-52G из состава 380-го бомбардировочного крыла стратегической авиации США, выполнявший плановый полет, разбился возле авиабазы Туле в Гренландии, потеряв при этом 4 термоядерные бомбы. 25 сентября 1995 года «авиабаза Платсберг» была закрыта, 380-е бомбардировочное крыло — как авиачасть стратегической авиации — было расформировано.
В городском парке «Clyde A. Lewis Air Park» в качестве памятников установлены 2 стратегических самолёта — B-47 и FB-111A, связанные с историей авиабазы и расположенного на ней 380-го бомбардировочного крыла. Сейчас они являются собственностью музея «авиабазы Платсберг». После закрытия авиабазы на её территории был открыт Международный аэропорт «Платсберг» (ATA: PBG, ИКАО: KPBG).

## Население
В 2010 году на территории города проживало 19 989 человек (из них 47,1 % мужчин и 52,9 % женщин), насчитывалось 8146 домашних хозяйств и 3485 семей. На территории города было расположено 8691 постройка со средней плотностью 621,8 построек на один квадратный километр суши. Расовый состав: белые — 89,9 %, афроамериканцы — 3,5 %, коренные американцы — 0,4 %.
Население города по возрастному диапазону по данным переписи 2010 года распределилось следующим образом: 28,3 % — жители младше 21 года, 57,4 % — от 21 до 65 лет и 14,3 % — в возрасте 65 лет и старше. Средний возраст населения — 29,7 лет. На каждые 100 женщин в Платсберг приходилось 89,1 мужчин, при этом на 100 совершеннолетних женщин приходилось уже 86,8 мужчин сопоставимого возраста.
Из 8146 домашних хозяйств 42,8 % представляли собой семьи: 26,9 % совместно проживающих супружеских пар (9,0 % с детьми младше 18 лет); 11,6 % — женщины, проживающие без мужей, 4,2 % — мужчины, проживающие без жён. 57,2 % не имели семьи. В среднем домашнее хозяйство ведут 2,06 человека, а средний размер семьи — 2,75 человека. В одиночестве проживали 40,1 % населения, 13,6 % составляли одинокие пожилые люди (старше 65 лет).
В 2014 году из 17 407 человек старше 16 лет имели работу 8631. В 2014 году медианный доход на семью оценивался в 53 212 $, на домашнее хозяйство — в 34 460 $. Доход на душу населения — 21 494 $ в год.

## Известные уроженцы, жители
Лукреция Мария Дэвидсон (1808, Платсберг — 1825, Платсберг) — северо-американская писательница и поэтесса.